# Io (Luciano Rossi)
Io è il secondo album del cantante Luciano Rossi, pubblicato nel 1975 dalla Ariston.

## Tracce

### Lato A
1. L'amore a sedici anni (Rossi/Rettore)
2. Aho... sta bbona... 'ndo vai (Rossi)
3. Bella (Rossi)
4. De nascosto (Rossi)
5. Amore bello (Rossi)

### Lato B
1. Invitamolo (Rossi)
2. Se per caso domani (Rossi)
3. Ammazzate oh! (Rossi)
4. Amore mio, bene mio, tesoro mio, cocca mia (Rossi)
5. Ritornerà (Rossi)